# Џеј Родригез
Џеј Енрике Родригез (енгл. Jay Enrique Rodriguez; 29. јул 1989) професионални је енглески фудбалер, који игра на позицији нападача и тренутно наступа за Бернли. 
Одиграо је и један меч за репрезентацију Енглеске, али због теже повреде колена није могао да конкурише за место у тиму Енглеске репрезентације која је наступала на Светском првенству у Бразилу. На утакмици против Челсија 1. децембра 2013. године Родригез је постигао гол после само 13 секунди игре што је пети најбржи гол у историји Премијер лиге.